# Диран
Диран (урду دیرن‎, англ. Diran; также известна как Минапин-Пик, англ. Minapin Peak) — горная вершина в Каракоруме в Гилгит-Балтистане, Пакистан, высотой 7266 метров над уровнем моря. Первое восхождение на вершину Диран совершили австрийцы Райнер Гошль, Рудольф Пишингер и Ганс Шелл 17 августа 1968 года.

## Физико-географическая характеристика
Вершина Диран расположена в западной части горной системы Каракорум в административной территории Пакистана Гилгит-Балтистан. Высота вершины Диран составляет 7266 метров над уровнем моря.
Родительской вершиной по отношению к вершине Диран является северо-восточная вершина Ракапоши высотой 7290 метров, расположенная приблизительно в 14 километре к западу. Нижняя точка между двумя вершинами расположена на высоте 5941 метр, таким образом, относительная высота вершины Диран составляет 1325 метров.

## История восхождений
Первая зарегистрированная попытка восхождения на вершину Диран была предпринята немецко-австрийской экспедицией под руководством Матиаса Ребича в 1954 году с северо-запада. Маршрут экспедиции пролегал через относительно ровный ледник Минапин к подножию северо-западной стены Дирана с выходом на седловину к западу от вершины и дальнейшим подъёмом по полуторакилометровому гребню. Однако до вершины экспедиция Матиаса подняться так и не смогла.
Следующая попытка восхождения на Диран была предпринята в 1958 году англичанами Хойлом и Уорром. Им удалось подняться на седловину, после чего они пропали без вести, застигнутые врасплох резко испортившейся погодой.
В 1959 году в Каракорум прибыла немецкая экспедиция под руководством геолога Ганса-Йохена Шнайдера. Экспедиция была преимущественно научной, однако одним из её участников Бардодеем и высотным носильщиком Кабулом была предпринята попытка восхождения на вершину Диран, до которой они не дошли около 300 метров по вертикали.
Весной 1964 года австрийцы Эггерт и Фриш предприняли попытку восхождения на Диран, но были вынуждены отступить из-за высокой лавинной опасности. В следующем году японская экспедиция федерации альпинизма Киото также потерпела неудачу из-за плохих погодных условий.
Таким образом, первые пять попыток восхождения на вершину Диран закончились неудачно.
Первое удачное восхождение на Диран совершили в 1968 году участники австрийской экспедиции в Каракорум Райнер Гошль, Рудольф Пишингер и Ганс Шелл. При этом первоначальной целью австрийских альпинистов были восхождения в горном хребте Хинду-Радж, однако из-за того, что другие экспедиции тоже планировали свои восхождения в этом регионе в 1968 году, они запросили разрешение на восхождение на Кампири-Диор, ещё одну вершину в Гилгит-Балтистане. В разрешении им отказали, после чего они решили попробовать совершить восхождение на Диран, где сумели добиться успеха. Ими был выбран маршрут, по которому Диран штурмовали предыдущие экспедиции, по северо-западной стене с выходом на седловину и западный гребень. Восхождение было совершено в гималайском стиле, с установкой четырёх лагерей. Непосредственный штурм вершины Диран был осуществлён из лагеря III на высоте 6200 метров 17 августа 1968 года.